# Spencerové

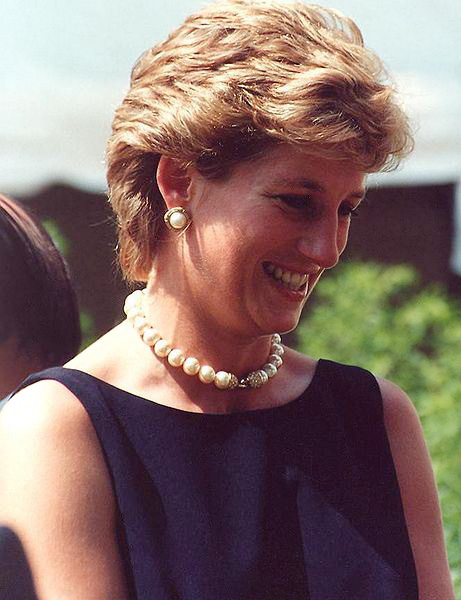
Diana, princezna z Walesu (1961-1997), dcera 8. hraběte Spencera

Spencerové (Spencer, Spencer-Churchill) jsou anglický šlechtický rod doložený poprvé v 15. století. V době anglické občanské války dosáhli titulu hrabat ze Sunderlandu (1643), později dědictvím získali titul vévodů z Marlborough (1733). V 17.-18. století významně zasahovali do anglických dějin (2. a 3. hrabě ze Sunderlandu) i v dalších generacích zastávali vysoké posty ve státní správě, armádě a námořnictvu, celkem 13 členů rodu obdrželo nejvyšší britské vyznamenání, Podvazkový řád. Nejvýraznějšími osobnostmi z rodu se ve 20. století stali Winston Churchill a princezna Diana. Hlavním rodovým sídlem je nedaleko Oxfordu Blenheimský palác zapsaný na seznam památek UNESCO.

## Dějiny rodu
Prvním doložitelným předkem rodu je Henry Spencer (†1478), který svůj původ odvozoval od starobylého rodu Despencer. Jeho potomci byli v roce 1504 povýšeni do šlechtického stavu, rodovým sídlem se stal v 16. století malý zámek Wormleighton Manor House v hrabství Warwick. John Spencer (1455-1522) proslul jako úspěšný hospodář a v roce 1508 přikoupil v hrabství Northampton panství Althorp, které je dodnes majetkem rodu. V hrabstvích Northampton a Warwick Spencerové velmi zbohatli zemědělským podnikáním a položili základy ke vzestupu rodu ve šlechtické hierarchii.
Hrabata ze Sunderlandu

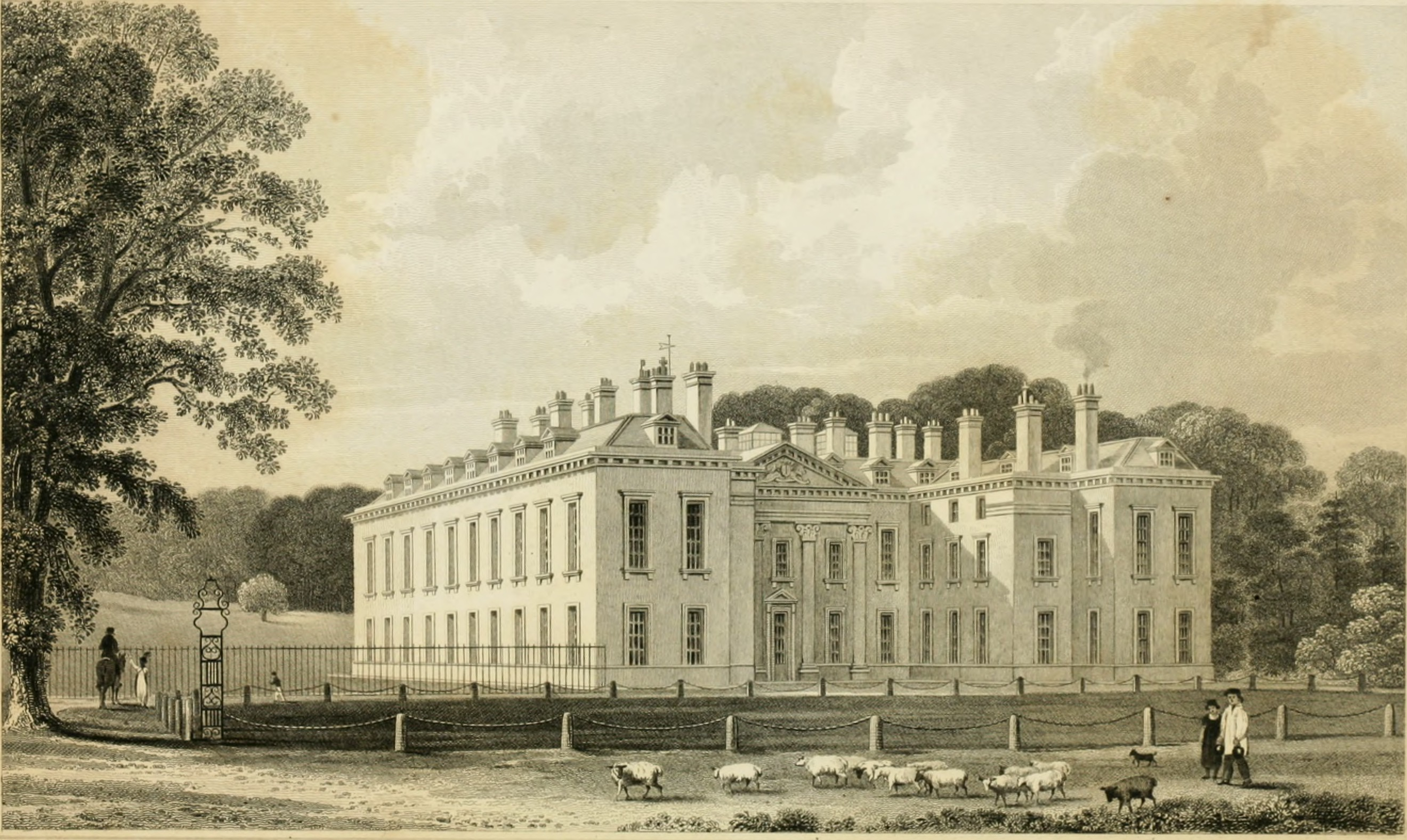
Zámek Althorp, sídlo Spencerů od roku 1508, na rytině z počátku 19. století

Vzestup rodu Spencerů je spojen s osobností Roberta Spencera (1570-1627), který byl poslancem Dolní sněmovny a v roce 1603 na svém sídle Althorp hostil královnu Annu. V roce 1603 byl s titulem barona uveden do Sněmovny lordů, jeho vnuk Henry Spencer (1620-1643) za občanské války vynikl jako stoupenec Karla I. a krátce před smrtí v bitvě u Newbury byl povýšen na hraběte ze Sunderlandu (1643). Po obnovení monarchie se uplatnil jeho syn Robert Spencer, 2. hrabě ze Sunderlandu (1641-1702), který nejprve působil v diplomacii, vrcholu kariéry dosáhl za vlády Jakuba II. jako lord prezident Tajné rady (1685-1688). Po svržení Stuartovců sice musel uprchnout do zahraničí, ale brzy se vrátil do vysokých funkcí (lord nejvyšší komoří 1695-1699). Jeho syn Charles Spencer, 3. hrabě ze Sunderlandu (1675-1722), podpořil nástup hannoverské dynastie a svou kariéru završil funkcí ministerského předsedy Velké Británie (1718-1721). Byl třikrát ženat a díky druhému manželství s Arabellou Churchill (1682-1716), zdědili v další generaci Spencerové titul vévodů z Marlborough.
Vévodové z Marlborough

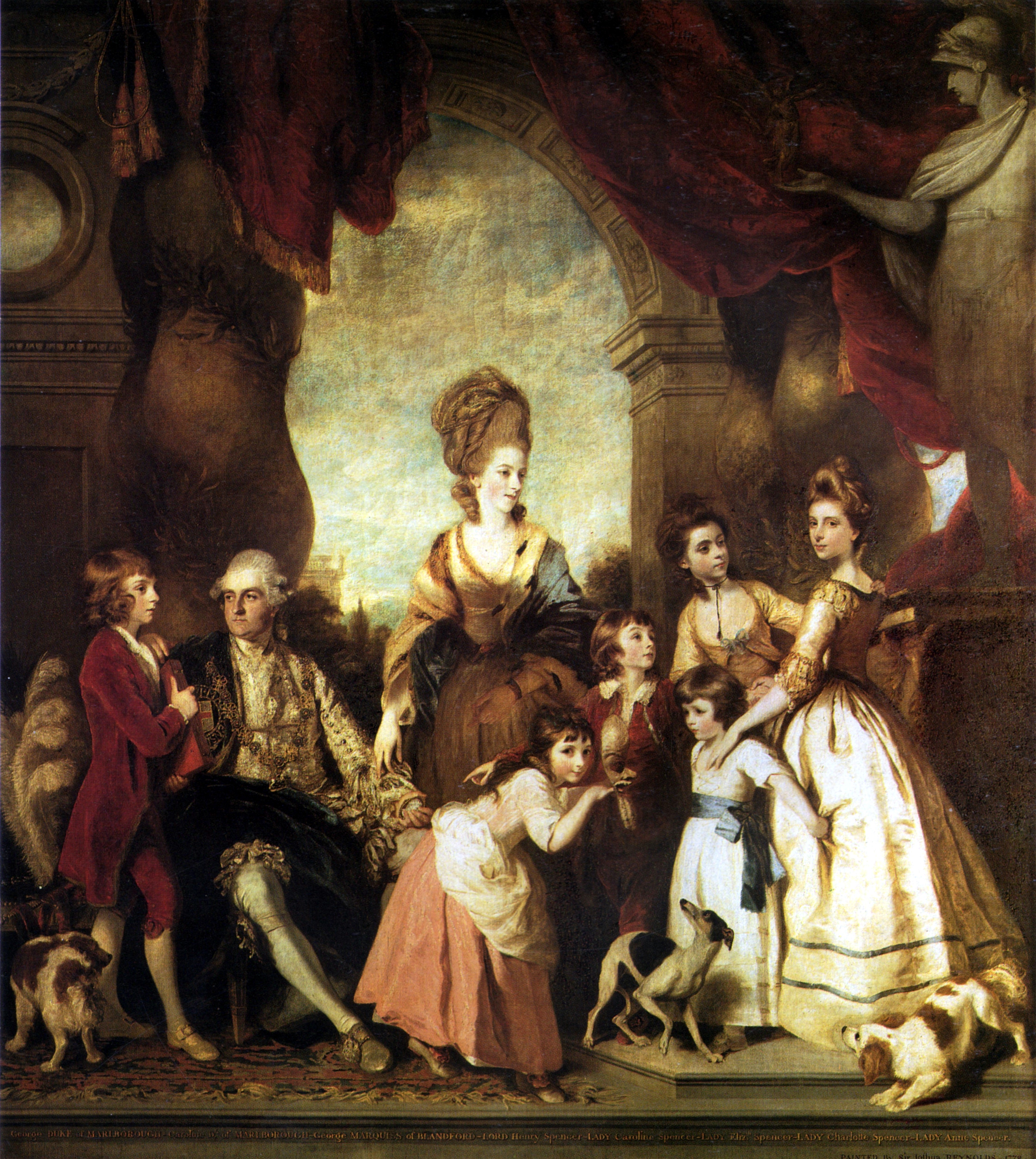
Skupinový portrét rodiny 4. vévody z Marlborough od Joshuy Reynoldse ze sbírek Blenheimský palác

Charles Spencer (1706-1758), mladší syn 3. hraběte ze Sunderlandu, zdědil po starším bratrovi hraběcí titul (1729) a po tetě Henriettě Churchill převzal titul vévody z Marlborough (1733). Zastával vysoké funkce u dvora, přes absenci vojevůdcovských schopností dosáhl i nejvyšších hodností v armádě a padl za sedmileté války v Německu. Až pátý vévoda z Marlborough, George Spencer (1766-1840), začal spolu s dědictvím vévodského titulu užívat alianční jméno Spencer-Churchill (1817).

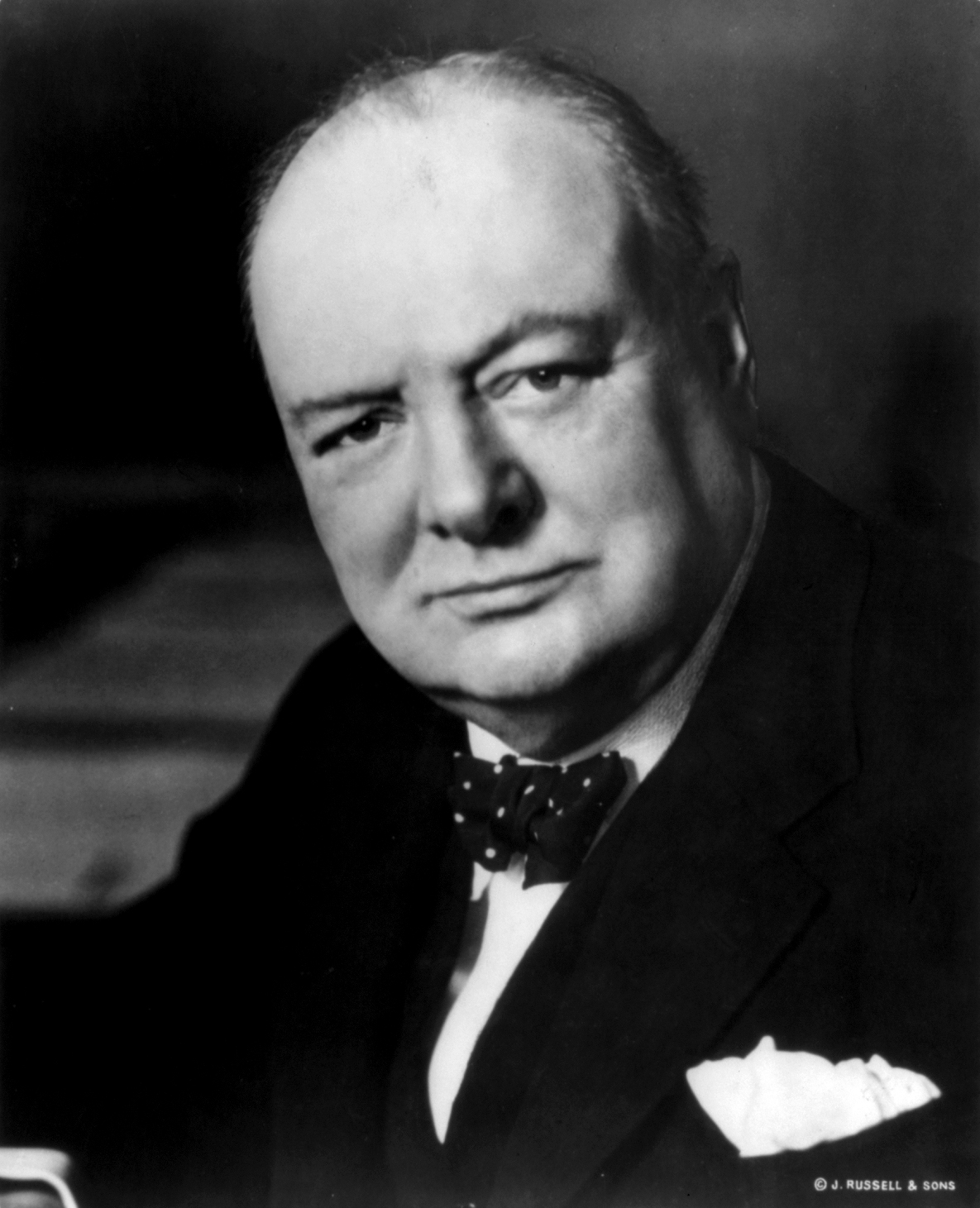
Sir Winston Spencer Churchill

Z dalších nositelů vévodského titulu vynikl John Spencer-Churchill, 7. vévoda z Marlborough (1822-1883), lord prezident Tajné rady a Místokrál v Irsku. Ten ale musel z finančních důvodů začít s rozprodejem rodových sbírek a například Raphaelovu Madonnu prodal státu za 70 000 liber. Z linie vévodů z Marlborough proslul nejvíce Sir Winston Spencer-Churchill (1874-1965), bratranec 9. vévody z Marlborough a syn lorda Randolpha Spencer-Churchilla (1849-1895), ministra pro Indii. Winston Churchill se jako dvojnásobný premiér Spojeného království a jeden z vůdců protifašistické koalice stal jedním z nejvýznamnějších státníků 20. století, jako spisovatel získal i Nobelovu cenu za literaturu (1953).
Hrabata Spencerové
Hraběcí větev Spencerů založil John Spencer (1708-1746), mladší bratr 3. vévody z Marlborough. Původně sloužil v armádě, kde dosáhl hodnosti plukovníka, poté byl členem Dolní sněmovny a zastával čestné hodnosti u dvora. Po své tetě Sarah Churchill, vévodkyni z Marlborough zdědil statky v hrabstvích Bedford, Warwick a Northampton. Na hraběte Spencera byl povýšen v roce 1765 jeho syn John Spencer (1734-1783), který zároveň získal i titul vikomta Althorpa; tento titul zpravidla užívá dědic hraběte. George John Spencer, 2. hrabě Spencer (1758-1834), byl ministrem námořnictva (prvním lordem admirality) a ministrem vnitra, proslul též jako mecenáš umění. Také jeho syn John Charles Spencer, 3. hrabě Spencer (1782-1845), patřil k významným osobnostem. Jako dlouholetý poslanec Dolní sněmovny byl stoupencem whigů a v letech 1830-1834 ministrem financí (lordem kancléřem pokladu). Až v roce 1834 zdědil po otci hraběcí titul a vstoupil do Sněmovny lordů. Rozšířil také rodový majetek, když sňatkem získal zámek Wiseton Hall v hrabství Nottingham, kde se pak často zdržoval.

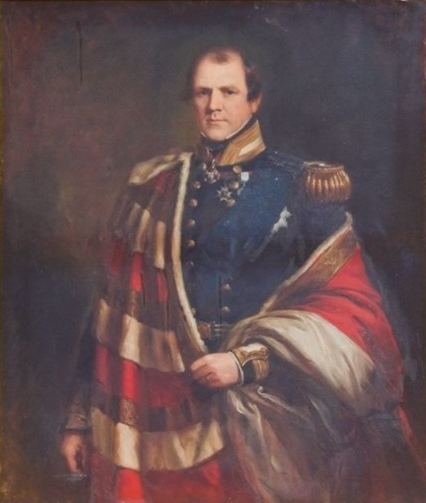
Admirál Frederick Spencer, 4. hrabě Spencer (1798-1857)

Dalším významným členem této rodové větve byl John Poyntz Spencer, 5. hrabě Spencer (1835-1910), který celkem třikrát zastával funkci místokrále v Irsku (1868-1875, 1882-1885 a 1886), z finančních důvodů ale musel v roce 1892 prodat vzácnou rodovou knihovnu. V dalších generacích tito Spencerové zastávali již jen čestné posty, rodové jméno ale ve 20. století zviditelnila Diana Spencer (1961-1997), dcera 8. hraběte Spencera. Ta se v roce 1981 provdala za následníka trůnu prince Charlese a stala se princeznou z Walesu. Po tragické smrti byla pohřbena na ostrůvku uprostřed jezírka v zámeckém parku na rodovém sídle Althorp.

## Rodová sídla

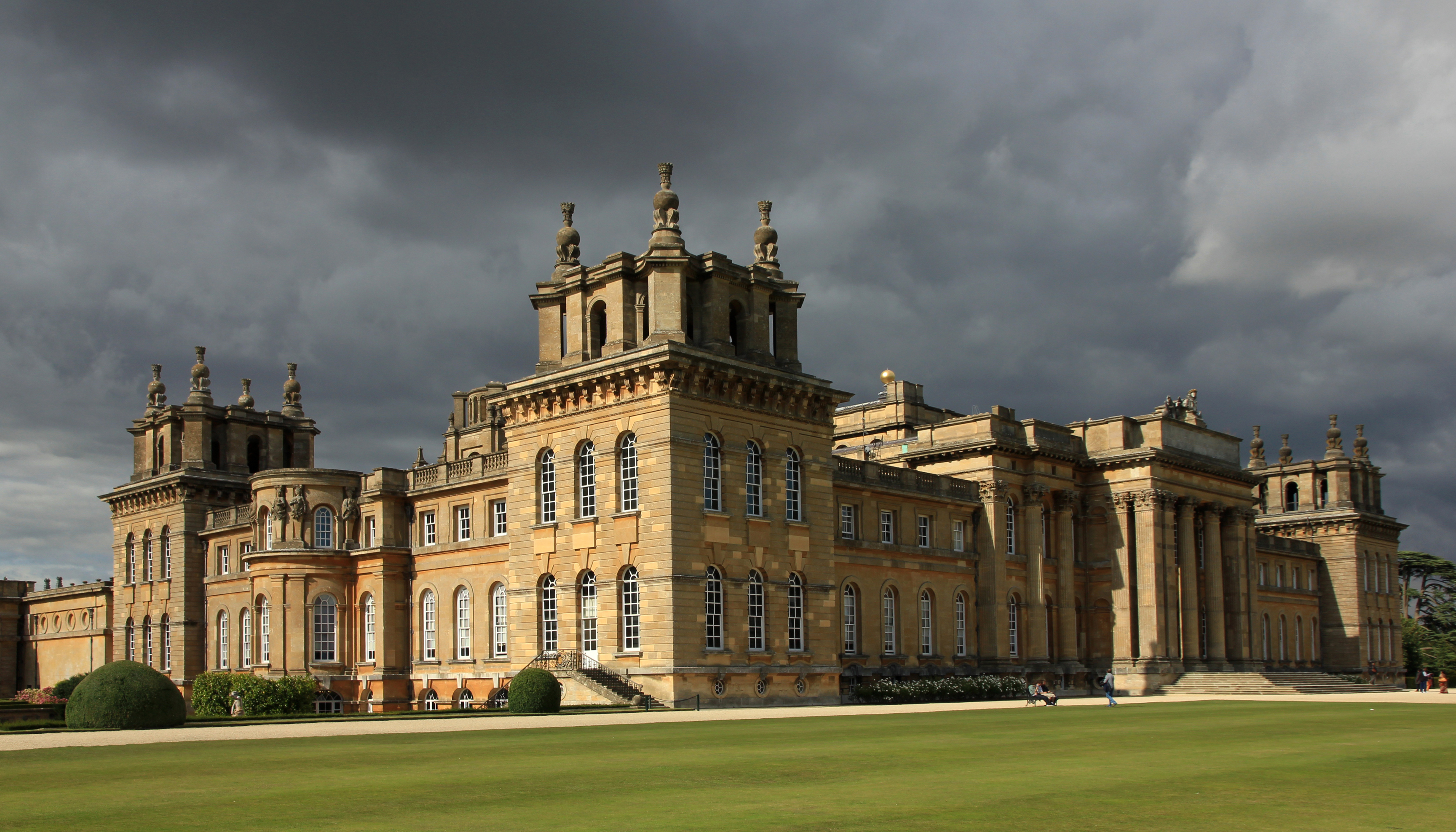
Zámek Blenheimský palác, sídlo vévodů z Marlborough

Hlavním sídlem rodu Spencer-Churchill je Blenheimský zámek poblíž Oxfordu, který byl postaven na státní náklady jako odměna pro úspěšného vojevůdce 1. vévodu z Marlborough. Blenheimský palác je dnes památkou pod ochranou UNESCO, zároveň je největším soukromým sídlem v Evropě. Zámek s cennými sbírkami řadí vévodu z Marlborough dodnes mezi nejbohatší aristokracii Spojeného království. V majetku vévodů z Marlborough byla dočasně či dlouhodobě také další sídla na různých místech Anglie. Pátý vévoda z Marlborough ještě jako dědic otcova majetku koupil v roce 1798 zámek Whiteknights Park v hrabství Berkshire, kde nechal provést stavební úpravy a proslul tady bohatým společenským životem.
V linii hrabat Spencerů je hlavním rodovým majetkem zámek Althorp v hrabství Northamptonshire. Zdejší panství koupil v roce 1508 John Spencer a od té doby je nepřetržitě v držení rodu. Zámek byl v průběhu staletí několikrát upravován, současná podoba pochází z konce 18. století, autorem tehdejší přestavby byl významný architekt Henry Holland. Zámek Althorp je turistickým cílem především jako místo posledního odpočinku populární princezny Diany. V oblasti Velkého Londýna byl majetkem rodu zámek Wimbledon Manor House, který koupila v roce 1714 vévodkyně Sarah z Marlborough, v rodině Spencerů zůstal až do roku 1996. Dalšími sídly v majetku hrabat Spencerů byly dočasně zámky Wiseton Hall (Nottinghamshire), v Londýně jim dodnes patří palác Spencer House.

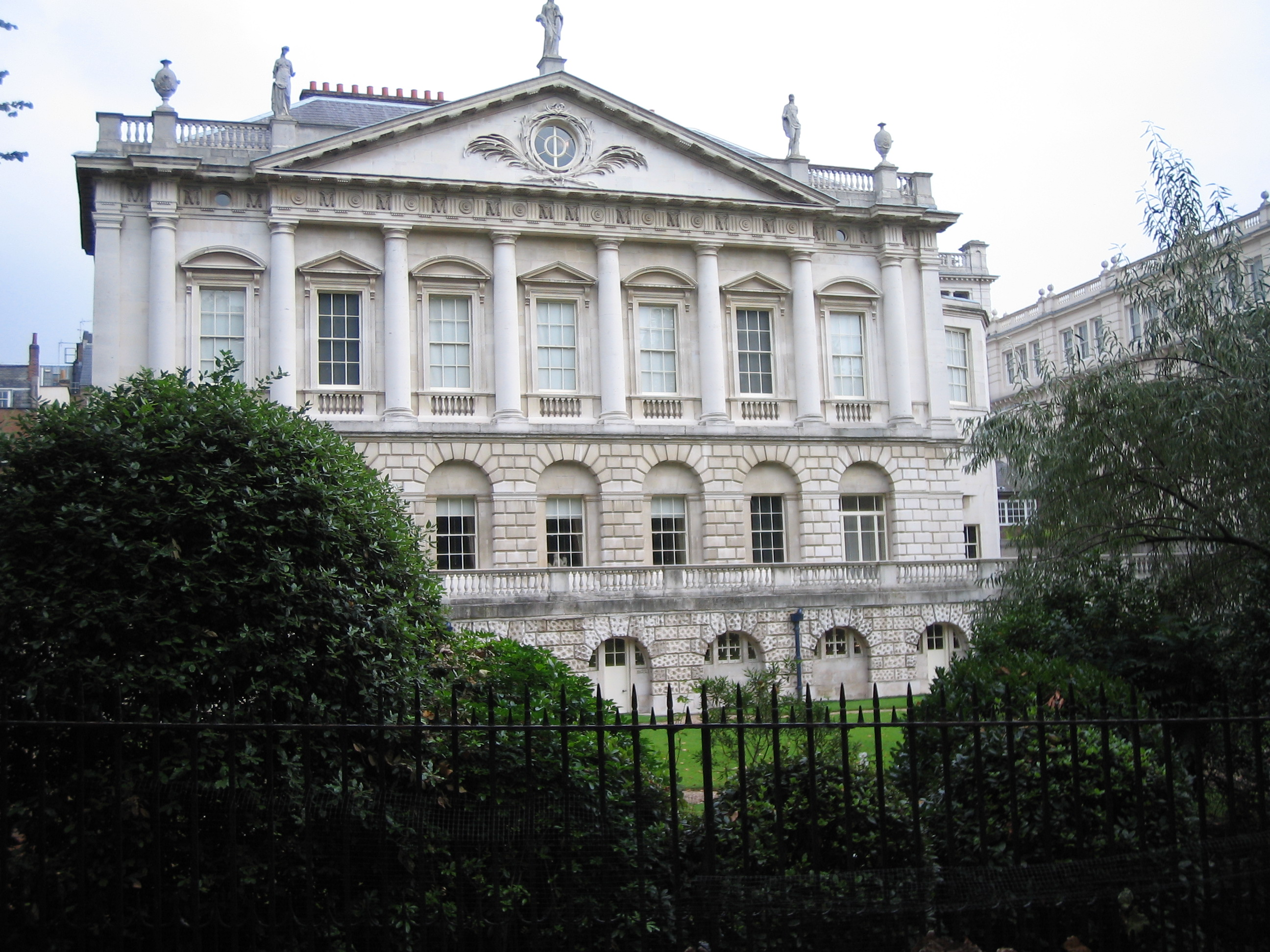
Spencer House, londýnský palác hrabat Spencerů

Blenheimský palác a Althorp jsou přístupné veřejnosti. S ohledem na kulturně historický význam Blenheimského paláce a zájem turistů o hrob princezny Diany v Althorpu mají oba objekty v rámci zpřístupněných památek jedno z nejvyšších vstupných v Anglii.[zdroj?]

## Současnost

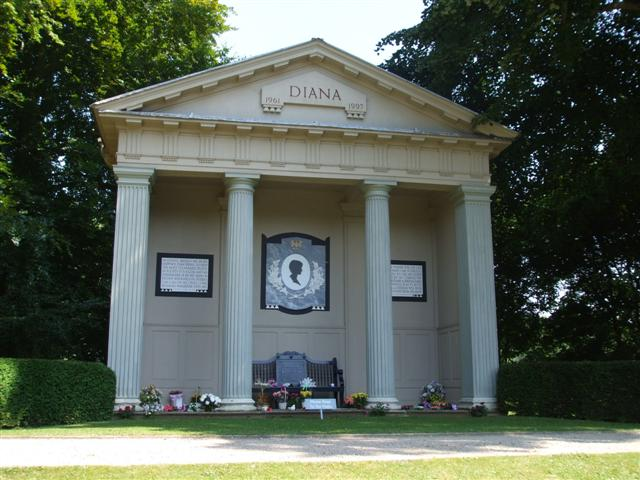
Hrobka princezny Diany z Walesu v parku rodového sídla Spencerů v Althorpu

Rod Spencerů dnes žije ve třech liniích, v jejichž čele stojí:
- Charles James Spencer-Churchill, 12. vévoda z Marlborough (*1955)
- Charles Edward Spencer, 9. hrabě Spencer (*1964)
- Victor George Spencer, 3. vikomt Churchill (*1934)

## Významné osobnosti
- Robert Spencer, 2. hrabě ze Sunderlandu (1641-1702)
- Charles Spencer, 3. hrabě ze Sunderlandu (1675-1722)
- Charles Spencer, 3. vévoda z Marlborough (1706-1758)
- Georgiana Cavendish, vévodkyně z Devonshire, rozená Spencer (1757-1806)
- George John Spencer, 2. hrabě Spencer (1758-1834)
- John Charles Spencer, 3. hrabě Spencer (1782-1845)
- Frederick Spencer, 4. hrabě Spencer (1798–1857)
- John Spencer-Churchill, 7. vévoda z Marlborough (1822-1883)
- John Poyntz Spencer, 5. hrabě Spencer (1835-1910)
- Lord Randolph Henry Spencer-Churchill (1849-1895)
- Sir Winston Spencer-Churchill (1874-1965)
- John Spencer, 8. hrabě Spencer (1924-1992)
- Princezna Diana (1961-1997)